# 第三十八屆超級盃中場表演爭議

第三十八屆超級盃中場表演，2004年

第三十八屆超級盃的中場表演有不少爭議，主要爭議為美國女歌手珍妮·杰克逊的上衣被賈斯汀·提姆布萊克扯下，使得她的右乳通過轉播完全暴露了半秒鐘。與其他半場演出一起，它導致了對廣播中被視為猥褻的立即譴責和廣泛爭論。該事件還被稱為露點門（Nipplegate）。本一事件在之后2007年的《吉尼斯世界纪录大全》中被称是互联网史上被搜索最多的新闻事件。
該次事件還創造了“衣服滑落”（Wardrobe malfunction）這個詞，後來被添加到韦氏词典中。
珍妮·杰克逊因此事件被MTV和Infinity Broadcasting在全球許多廣播格式和音樂頻道上將她的單曲和音樂錄影帶列入黑名單。但是兩人並未被禁止參與中場表演。 賈斯汀·提姆布萊克後來於2018年2月4日在第五十二屆超級碗上演出。

## 過程
珍妮·杰克逊與贾斯汀·提姆布莱克受邀在超级碗半场休息时表演，在她与賈斯汀一同表演了后者的歌曲《Rock Your Body》。当贾斯汀唱完歌中的歌词“最后让你脱光光（gonna have you naked by the end of this song）”后，他扯掉了珍妮的上衣，使其右乳通过卫星转播在将近9000万观众面前暴露（虽然乳頭有被一个金黃色圓狀的乳貼遮住）了0.8秒。表演结束后珍妮立即向大众道歉，并声称这只是一次事故而非刻意安排，原先预想的舞台效果只是贾斯汀撕掉外侧的皮质紧身衣，而留红色的胸罩在身上。她还表示：“如果有冒犯到任何人，我真心的表示歉意。但这真的不是我的本意……MTV、CBS以及国家橄榄球联盟都不曾预计到会发生什么，但是不幸的是，最后还是出现了差错。”
珍妮·杰克逊的公關人員表示，該段表演只是為了揭示她的紅色蕾絲內衣，但結果是蕾絲內衣與外層衣物一起被意外扯下。
美国联邦通信委会最後以本事件向CBS开出了一张55万美元的巨额罚单。CBS上訴後處分取消，美国联邦通信委会對此案再次上訴但在2012年被美国联邦第三巡回上诉法院撤銷處分。

## 其他爭議

### 廣告
在播出之前，哥倫比亞廣播公司在30秒內拒絕了MoveOn.org超級碗廣告布什，因為它被認為太有爭議了。哥倫比亞廣播公司表示，它有一個“幾十年前”的政策，拒絕關於「有爭議的公共重要性問題」的廣告，儘管MoveOn指控該網絡此前曾接受過來自其他群體的類似廣告。超級碗播放了許多關於勃起功能障礙藥物的廣告和Anheuser-Busch的Bud Light品牌的廣告，其特色是扁平的馬和狗攻擊男性生殖器；然而，在電視轉播期間沒有出現政治上的廣告。 哥倫比亞廣播公司也擁有超級碗XLIV的權利，後來在那場比賽中播出了一則商業廣告，當時佛羅里達鱷魚四分衛蒂姆·蒂博和他的母親謹慎地提及他們的親生活觀點。該廣告由關注家庭行為贊助，也受到類似的爭議。 在聯盟授權的政策旨在清除這些有爭議廣告的電視廣播，NFL宣布這些類型的商業廣告不會在超級碗廣播期間再次播出（聯盟結束了與艾力達的廣告關係）2007年3月作為官方聯賽贊助商）。
2005年1月，根據美國國家橄欖球聯盟（NFL）的冠軍賽交替網絡合同，攜帶超級碗XXXIX的網絡福克斯拒絕了一個關於空氣傳播的冷補救空氣的廣告，該廣告簡要介紹了資深演員米奇魯尼的裸體臀部。

### 其他表演者
除了前述事件，圍繞該節目的還有其他表演的輕微爭議包括說唱歌手P. Diddy和Nelly指著他們的胯部，音樂家Kid Rock出現在由美國國旗切開的斗篷中，他後來向觀眾投擲這些東西。 美國參議員澤爾米勒抱怨Kid Rock的裝備是對美國國旗的褻瀆。

## 影響

### 2004年總統大選
該事件影響了2004年美国民主党总统候选人预选，對「道德價值觀」和「媒體禮儀」的主要關注。傑克遜聲稱這一事件在媒體中被用作喬治·W·布什總統很差的支持率和伊拉克戰爭的轉移（換取連任機會），布什和第一夫人勞拉·布什對此事件進行公開評論，而不是關注其他問題。

### 對傑克遜
ABC电视台主演传奇女歌手、民权主义斗士莲纳·荷恩的电视传记影片的计划也和珍妮終止合約。當時荷恩對其露乳事件非常生氣，並邀ABC电视台找其他演员来饰演自己。
2006年奥普拉·温弗里秀之中，傑克遜堅持認為超級碗醜聞是一場意外。

### 對提姆布萊克
隨著醜聞發生極大爭議，他的態度迅速改變。人物雜誌稱提姆布萊克在第46屆格萊美獎頒獎典禮上被稱為“鐵氟龍男人”，因為事件並沒有像傑克遜那樣影響他。在2006年對MTV的一次採訪中，提姆布萊克說，與傑克遜遭受的巨大反彈相比，他本人只得到了約10％的責任；他指責美國社會既“對女人更苛刻”，又“對國家不公平”。 在計劃舉辦超級碗比賽之前，傑克遜已經與提姆布萊克討論過可能為接下來的新專輯《Damita Jo》錄製二重唱，以及傳聞合作昆西·瓊斯的專輯，儘管兩者都沒有實現。

### 法律問題
贊助中場秀的互聯網服務提供商America Online要求退還其支付給贊助商並在中場表演上做廣告的約750萬美元合約。然而，沒有其他超級碗廣告商有類似的要求。

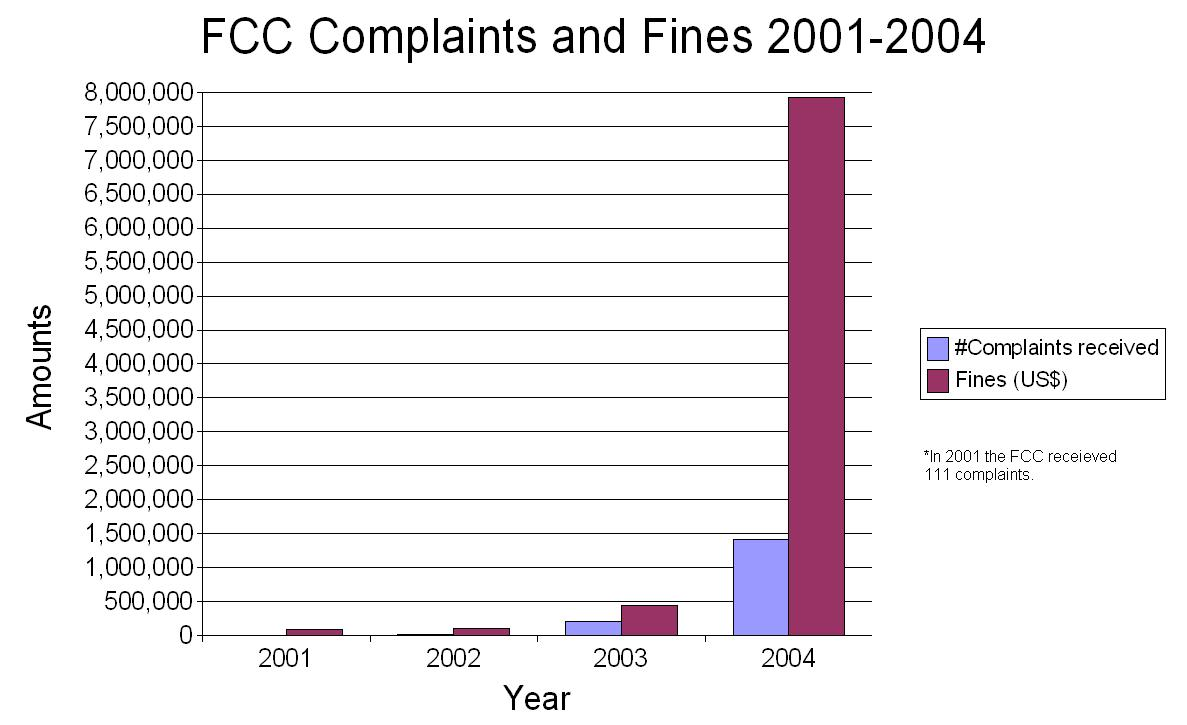
該次中場演出導緻美國聯邦通信委員會發布的罰款金額激增，並且與往年相比遭到了超過數倍數量的投訴。

## 流行文化
流行歌手凱蒂·佩芮在她的單曲“惡搞週末（TGIF） ” 的音樂錄影帶中模仿傑克遜的超級碗事件，佩芮的乳房在學校活動中意外暴露。亦有不少影音對這件事情重現。阿姆和麥莉·希拉也做出此影片表達事件。罗宾·西克也在2013年對此做出惡搞影片。
喜劇演員羅素·布蘭德在舉辦2008年MTV音樂錄影帶大獎時，他引用了這一事件。
FCC開罰CBS每一間電視台27500美元罰款共計550000美元的罰單。但CBS對此提出上訴。
2008年7月21日，第三巡迴上訴法院裁定支持CBS說詞，取消聯邦通信委員會的罰款，理由是執法涉及嚴重偏離先前的做法，而這種做法並未宣佈為明確的政策變化。2012年6月29日，最高法院駁回了聯邦通信委員會的上訴。

## 後世影響
第三十八届超級碗中場表演事件在當時被認為是流行文化中最具爭議的電視和媒體事件，傑克遜被認為是世界上“最有爭議的音樂家”，由於事件對審查的巨大影響而“改變了文化景觀”和電視和娛樂廣播。該事件亦被列入2007年版吉尼斯世界紀錄，在當時被稱為“互聯網歷史上搜索次數最多”和“搜索最多新聞項目”。
YouTube聯合創辦人賈德·卡林姆稱，他無法輕易找到事件的影片片段而感到沮喪，這為YouTube和後來的Vevo創作提供了靈感。
在事件發生的三天後，Facebook的推出也開始，可能試圖通過社交網絡利用其宣傳。
這一事件也被宣佈為「歷史上最令人難忘的超級碗中場表演」以及「最具爭議性的」，還補充說「你們不應該討論該屆的中場表演，或任何後來的中場表演從這裡到永恆、沒有提到衣服滑落」。

## 另見
- 珍娜·傑克森
- 賈斯汀·提姆布萊克

## 外部連結
- Regulation: The FCC Indecency Policy, the Bono Rule, and Indirect Regulation